# Bivacco Ettore Castiglioni
Il bivacco Ettore Castiglioni (3.135 m) si trova nel Crozzon di Brenta, nelle Dolomiti di Brenta.
È intitolato a Ettore Castiglioni, alpinista e partigiano della seconda guerra mondiale.

## Vie di accesso
Al bivacco si accede:
- dal Rifugio Tommaso Pedrotti (2.491 m)